# Kap Rosa
Kap Rosa ist ein Kap an der Südküste von Südgeorgien. Es markiert südlich die Einfahrt zur King Haakon Bay.
Der Name des Kaps ist erstmals um 1920 auf Kartenmaterial über Südgeorgien zu finden und seitdem etabliert. Der Benennungshintergrund ist nicht überliefert.